# Tikamgarh (huyện)
Huyện Tikamgarh là một huyện thuộc bang Madhya Pradesh, Ấn Độ. Thủ phủ huyện Tikamgarh đóng ở Tikamgarh. Huyện Tikamgarh có diện tích 5055 ki lô mét vuông. Đến thời điểm năm 2001, huyện Tikamgarh có dân số 1203160 người.